# Valerie Mizrahi
Valerie Mizrahi (Harare, 1958) es una bióloga molecular sudafricana.

## Biografía
Hija de Morris y Etty Mizrahi, nació en Salisbury, Rodesia (hoy Harare, Zimbabue) y fue educada en esta ciudad. Su familia es de origen sefardí, proveniente de la isla griega de Rodas.

## Carrera
Mizrahi obtuvo un BSc en química y matemática y luego un PhD en química en la Universidad de Ciudad del Cabo. De 1983 a 1986, realizó estudios posdoctorales en Penn State University. Mizrahi luego trabajó en desarrollo e investigación para la compañía farmacéutica Smith, Kline & French, hoy parte de GlaxoSmithKline. En 1989, estableció una unidad de investigación en el Instituto Sudafricano para Investigación Médica y en la Universidad del Witwatersrand, trabajando allí hasta 2010. Su investigación se ha centrado en el tratamiento de la tuberculosis, y la resistencia del Mycobacterium tuberculosis a los fármacos. En 2011,se convierte en la directora del Instituto de Enfermedad Contagiosas y Medicina Molecular de la Universidad de Ciudad del Cabo. Mizrahi es la directora de la unidad de investigación del Consejo Sudafricano de Investigación Médica y dirige la oficina de la Universidad de Ciudad del Cabo del Centro de Excelencia en Investigación Biomédica de la Tuberculosis.
Recibió el Premio L'Oréal-UNESCO para Mujeres en Ciencia en el año 2000. En 2006, la Medalla de Oro de la Sociedad Sudafricana de Bioquímica y Biología Molecular por sus contribuciones en este campo, y el Premio de Científica Distinguida del Departamento de Ciencia y Tecnología de Sudáfrica.
Es una integrante de la Royal Society of South Africa,  de la Academia de Ciencias de Sudáfrica y un de la Academia Americana de Microbiología desde 2009. Recibió la Orden de Mapungubwe, el más alto honor civil sudafricano, en 2007. De 2000 a 2010, fue una becaria de investigación del Instituto Médico Howard Hughes; en 2012, fue nombrada Investigadora Internacional Senior del Instituto hasta 2017. En 2013, le fue otorgado el Premio Christophe Mérieux del Institut de France por su trabajo en búsqueda de tuberculosis.

## Premios y reconocimientos
- Premios L'Oréal-UNESCO a Mujeres en Ciencia, 2000
- Orden de Mapungubwe - Plata. 2007
- Premio Christophe Mérieux, 2013

## Vida personal
Valerie tiene dos hijas, y su padre es el presidente honorario de la sinagoga sefardí Johannesburg Sephardic Hebrew Congregation. Creció hablando judeo-español en casa

## Algunas publicaciones
- Effects of Pyrazinamide on Fatty Acid Synthesis by Whole Mycobacterial Cells and Purified Fatty Acid Synthase I. Helena I. Boshoff, Valerie Mizrahi, Clifton E. Barry. Journal of Bacteriology, 2002

- The impact of drug resistance on Mycobacterium tuberculosis physiology: what can we learn from rifampicin?. Anastasia Koch, Valerie Mizrahi, Digby F Warner. Emerging Microbes & Infections, 2014